# HMAS Hawkesbury (K363)
Pour les autres navires du même nom, voir HMAS Hawkesbury.
Le HMAS Hawkesbury (K363) est une frégate de classe River de la Royal Australian Navy lancée en 1943.

### Ouvrages
- (en) John Bastock, Australia's ships of war, Sydney, Angus and Robertson Publishers, 1975, 414 p. (ISBN 978-0-207-12927-8).
- (en) John Campbell, Naval Weapons of World War Two, Annapolis, Naval Institute Press, 1985, 403 p. (ISBN 978-0-870-21459-2).
- (en) Vic Cassells, The Capital Ships : their battles and their badges, East Roseville, NSW, Simon & Schuster, coll. « Australia's naval heritage » (no 1), 2000, 221 p. (ISBN 978-0-731-80941-7, OCLC 48761594).
- (en) George Hermon Gill, Royal Australian Navy, 1942–1945, Canberra, Australian War Memorial, 1968 (OCLC 65475, lire en ligne).
- (en) Lenton, H.T. et Colledge, J.J, British and Dominion Warships of World War Two, Doubleday and Company, 1968.

### Ressources numériques
- (en) « HMAS Hawkesbury (I) », sur navy.gov.au, Sea Power Centre, Royal Australian Navy (consulté le 21 novembre 2016).